# او-۵۷۸
او-۵۷۸ (به آلمانی: U 578) یک او-بوت گونه ۷سی بود که ساخت آن سال ۱۹۴۱ تکمیل شد و در جریان جنگ جهانی دوم در کریگس‌مارینه خدمت کرد.

## تاریخچه عملیاتی
در پی ورود ایالات متحده به جنگ و آغاز کارزار تلافی‌جویانه او-بوت‌ها در آب‌های این کشور، او-۵۷۸ به فرماندهی ناوسروان ارنست-آوگوست ریوینکل روز ۲۸ فوریه سال ۱۹۴۲ ناوشکن آمریکایی جِیکوب جونز را در نزدیکی سواحل نیوجرسی غرق کرد که به کشته شدن ۱۳۸ تن انجامید.